# Nhà Lớn Long Sơn

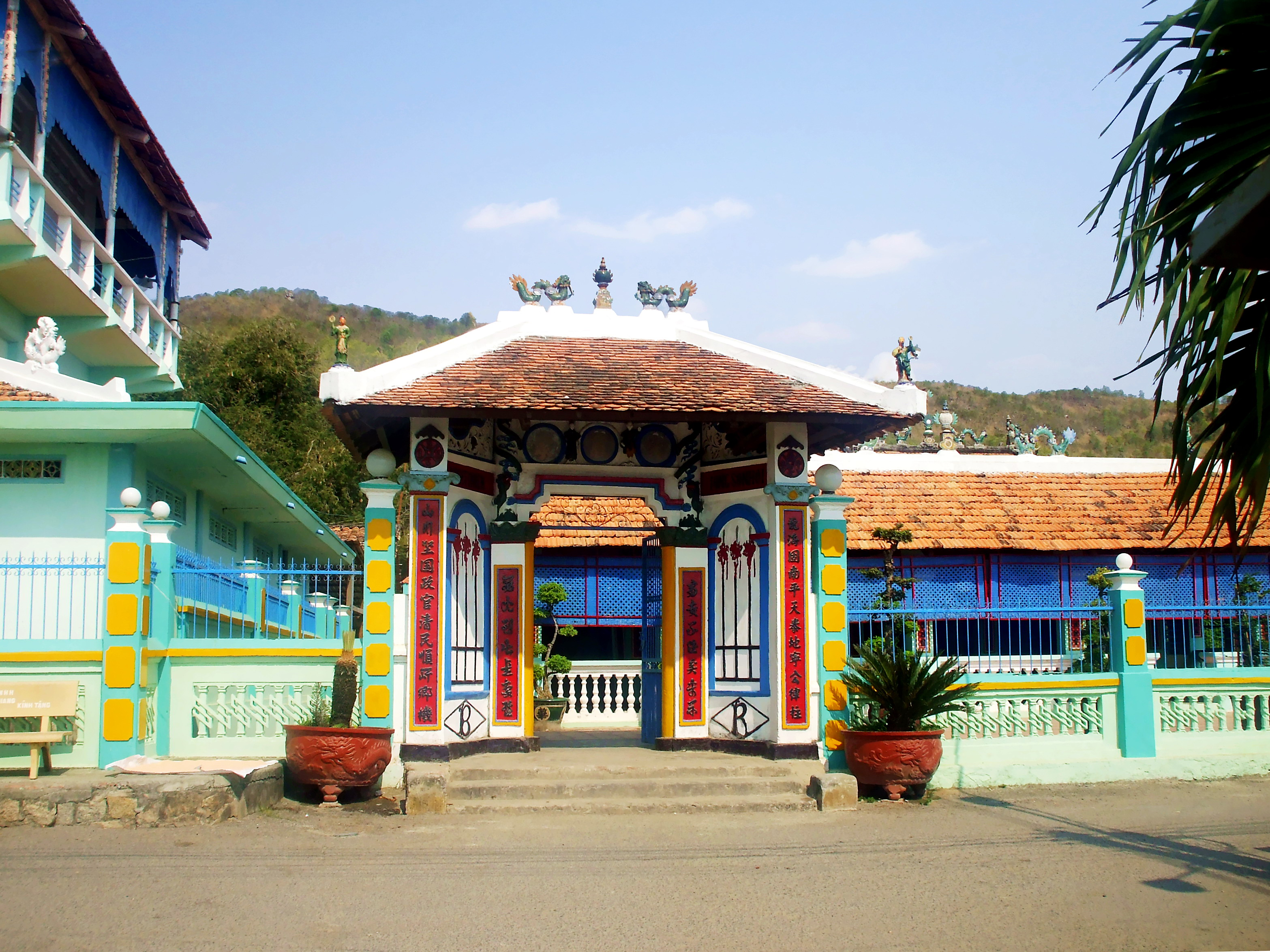
Cổng vào khu nhà thờ thuộc Nhà Lớn Long Sơn

Nhà lớn Long Sơn còn gọi là đền Ông Trần nằm bên sườn phía Đông Núi Nứa, thuộc xã đảo Long Sơn, thành phố Vũng Tàu, tỉnh Bà Rịa – Vũng Tàu, Việt Nam.
Đây là một quần thể kiến trúc nghệ thuật theo lối cổ, được làm bằng gạch ngói và các loại gỗ quý, với tổng diện tích khoảng 2 ha, chia thành ba khu: đền thờ; nhà hội, trường học, chợ, nhà bảo tồn Ghe Sấm và khu lăng mộ ông Trần.

## Lịch sử

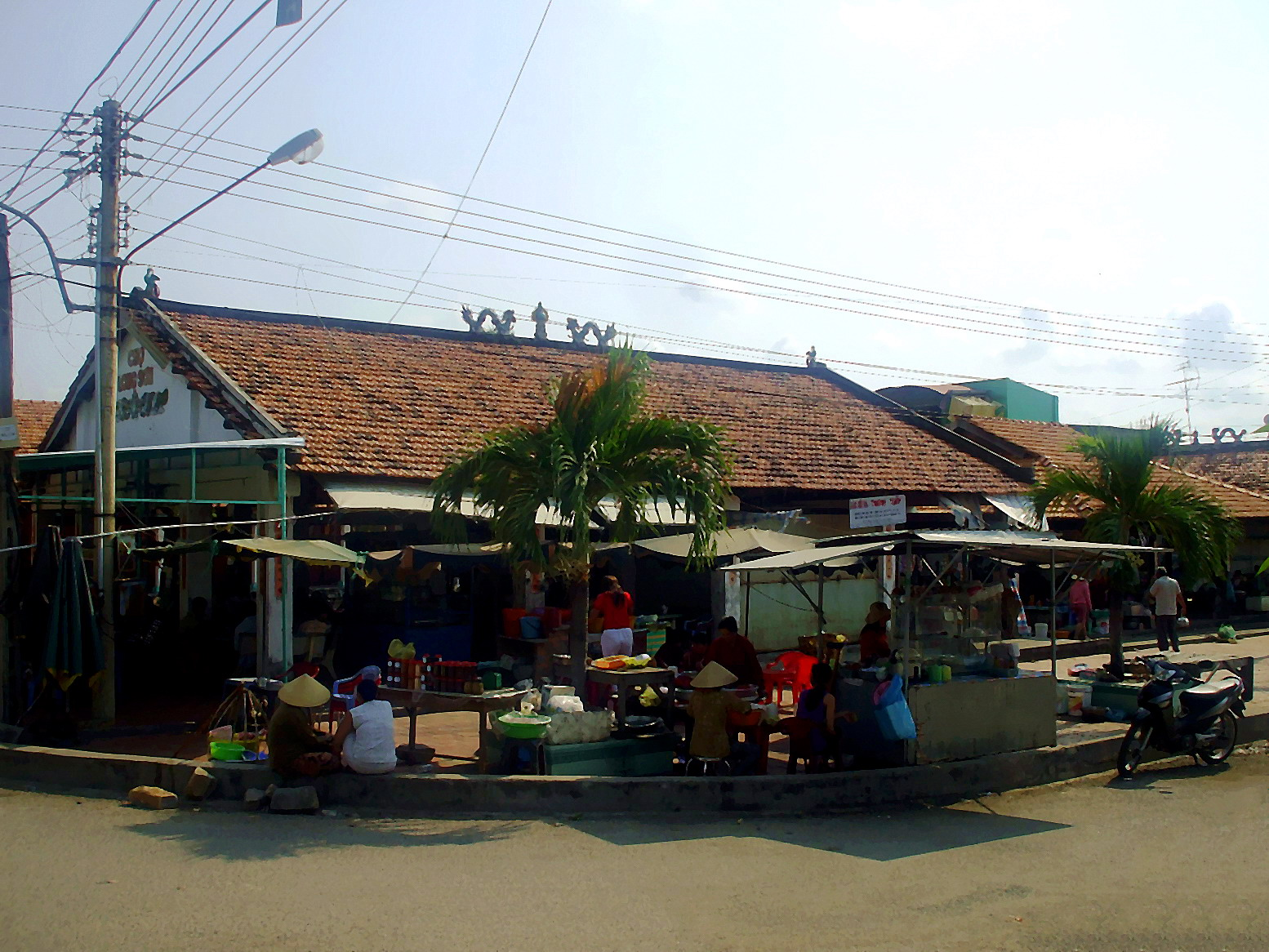
Chợ Long Sơn

Nhà lớn Long Sơn do Ông Trần (tên thật là Lê Văn Mưu, người Hà Tiên, đến đảo Long Sơn khai hoang lập nghiệp khoảng năm 1900) cho khởi công xây dựng từ năm 1910 đến 1929 thì hoàn thành. Tất cả đều nhờ tiền của và công sức tự nguyện của ông và của nhiều người tin theo ông.
Lược kể quá trình xây dựng
Năm 1900, Ông Trần cùng khoảng 20 người trong gia tộc đi bằng thuyền buồm dừng chân ở chợ bến Long Điền. Sau khi nhận thấy phía Nam đảo núi Lửa (Long Sơn) chưa có người khai phá, ông bèn chọn nơi này mở đất lập nghiệp và truyền đạo. Vào khoảng năm 1909, Ông Trần đã đề đạt với nhà cầm quyền Pháp ở Bà Rịa cho lập ra nhà thờ Khổng Tử để làm nơi thờ cúng của người dân ấp Bà Trao (nay là xã Long Sơn). Được chấp thuận, năm 1910, Ông Trần cho xây dựng Nhà Thánh (thờ Khổng Tử) làm khu chính điện. Sau đó, ông tiếp tục xây dựng Lầu Trời, Lầu Tiên, Lầu Phật, và sửa lại Nhà Hậu vốn có từ trước cho rộng lớn và khang trang hơn.
Năm 1927, Ông Trần lại cho cất thêm Lầu Cấm (làm tiền điện), hai ngôi nhà khách, cổng tam quan, khu vườn hoa, hai cổng ra vào khu vực thờ cúng.
Năm 1928, ông cho dựng tiếp Lầu Dài, phần dưới để trống làm nơi ăn nghỉ cho người đến thăm viếng và lễ bái, tầng trên bày các bàn thờ.
Kể từ đó và những năm tiếp theo, Ông Trần cho xây cất 5 dãy phố (cho lưu dân cư ngụ khi mới đến lập nghiệp), nhà Long Sơn hội (nơi hội họp), trường học (dạy chữ quốc ngữ cho trẻ), nhà chợ (được khánh thành ngày 16 tháng 8 năm 1929), nhà máy xay xát lúa gạo, kho chứa thóc, nhà đèn, nhà thợ mộc, nhà bếp, các hồ và lu dùng để tích trữ nước ngọt, v.v...
Vì những công trình do ông Trần tổ chức xây dựng đều nằm chung một khu vực nên nhân dân quen gọi đó là Nhà Lớn. Sau khi ông Trần qua đời và được đưa vào thờ cúng trong Nhà Lớn thì khu di tích này lại có thêm một tên gọi nữa là Đền Ông Trần.

## Kiến trúc

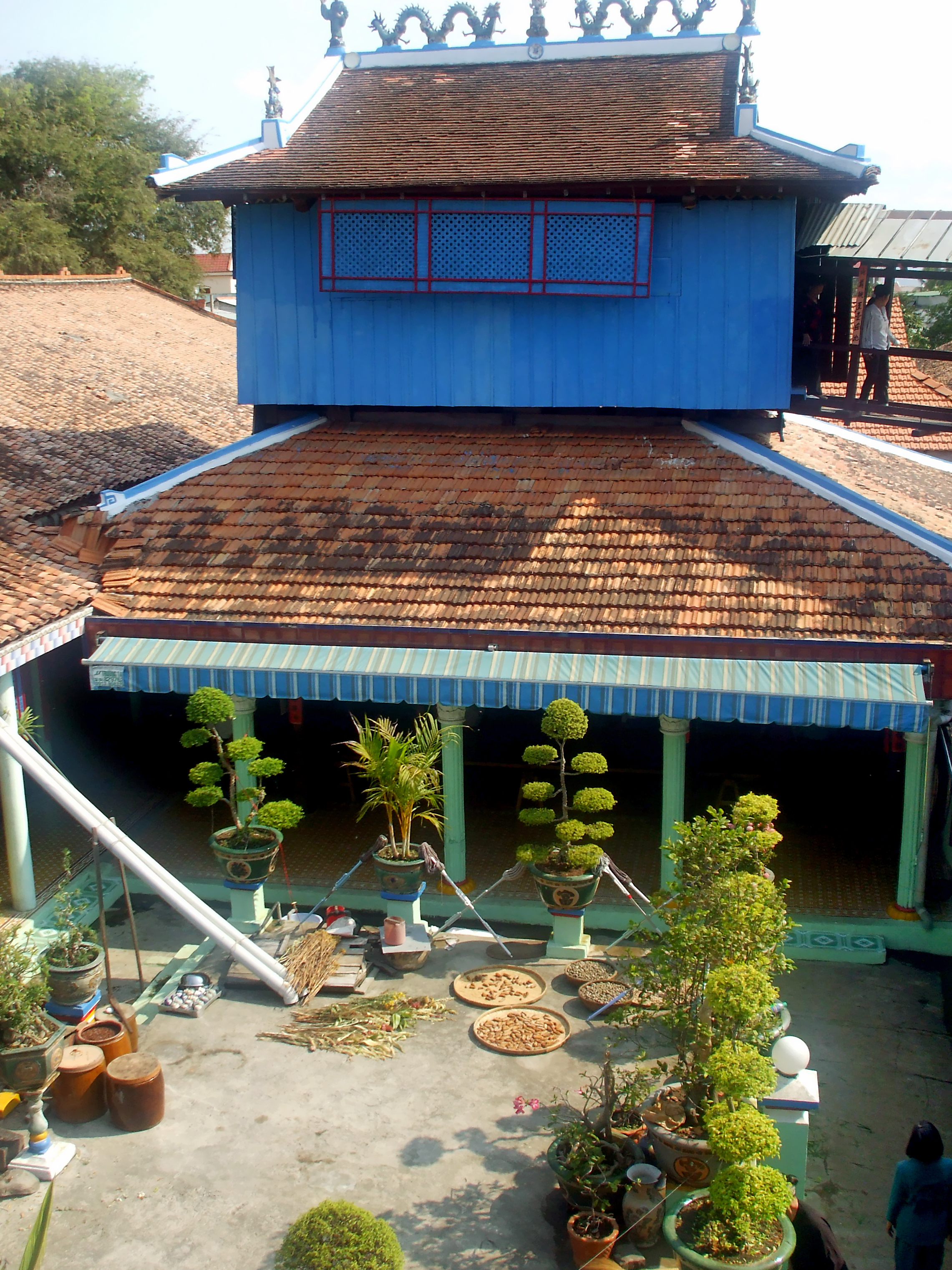
Những ngôi nhà bao quanh một sân lộ thiên

Nhà Lớn Long Sơn gồm nhiều nhà có lối kiến trúc tựa kiểu đình làng Việt Nam, nhưng không theo một quy hoạch tổng thể nào cả. Các nhà lầu nhà trệt xen kẽ kế tiếp nhau, không cân đối, không sau trước, đã tạo nên một bố cục kiến trúc khác lạ, phá vỡ nghiêm luật xây dựng đương thời.
Lúc đầu, Nhà Lớn được làm bằng gỗ ván, tre nứa, nhưng sau này khi trùng tu, các con cháu và đệ tử Ông Trần đã cho thay thế một phần bằng gạch ngói và xi măng.
Nhìn chung, Nhà Lớn là một tập hợp quần thể kiến trúc khép kín và liên thông, được chia thành ba khu riêng biệt đó là: Khu nhà thờ, khu lăng mộ Ông Trần (nằm về phía Nam kế khu nhà thờ, rộng 42 m2, lát gạch, có tường hoa bao bọc. Phía đầu ngôi mộ có một miếu nhỏ thờ Ông Trần), và một quần thể bao gồm nhiều nhà với nhiều chức năng khác nhau như đã kể trên. Tất cả đều thể hiện nét tín ngưỡng của đạo Ông Trần và tính quần cư, đoàn kết giữa những người dân tha hương khi đến chốn rừng núi hoang vu lập nghiệp.
Đặc biệt nhất ở Nhà Lớn Long Sơn là khu nhà thờ. Khu nhà quay mặt về hướng Đông, tọa lạc trên diện tích 7.8000m2, gồm tam quan, vườn hoa Bát quái, và nhiều nhà thờ, trong đó có các nhà lầu 2 tầng (tầng dưới lát gạch, tầng trên lát gỗ) 8 mái ngói là: Lầu Cấm (Tiền điện), Lầu Phật (Chính điện), Lầu Trời, Lầu Tiên, Lầu Dài; và nhà trệt lợp ngói là: Nhà Thánh, Nhà Hậu (Hậu điện).
Bên trong các ngôi nhà này, các trụ cột và xà nhà đều có treo câu đối, câu liễn và hoành phi. Nổi trội nhất là các bộ bao lam đều chạm trổ hình hoa, hình thú rất khéo léo, công phu và đều được tô son thiếp vàng rực rỡ.

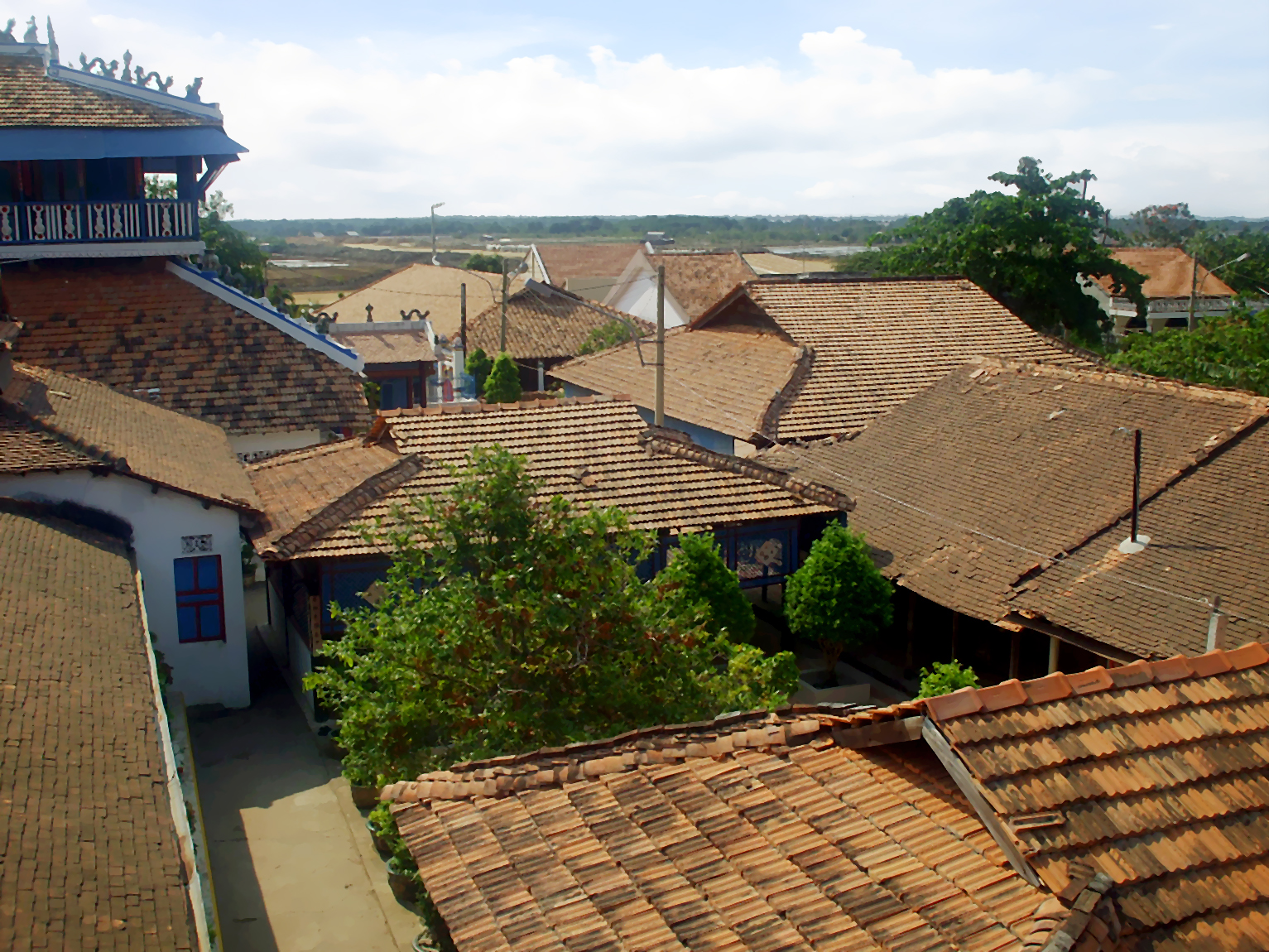
Nhà Lớn Long Sơn, một bố cục kiến trúc khác lạ

Lầu Trời, Lầu Tiên và Lầu Phật, hợp với nhà Hậu thành hình chữ "khẩu" (口). Trong khoảng sân lộ thiên (13m x 14m, dùng để thông gió và lấy ánh sáng) có hồ nước ngầm, một bể nước nổi trong có hòn non bộ.
Tại đây thờ nhiều đối tượng của Phật giáo, Đạo giáo, Nho giáo; và thờ Ông Trần cùng những người trong gia tộc họ Lê.
Ngoài ra còn một số nhà phụ như: lẫm lúa, kho đựng đồ, nhà bếp, nhà máy đèn, nhà ở của bá tánh và dòng tộc...
Trong các gian thờ là vô số kỷ vật cổ (đa phần bằng gỗ quý). Theo ý kiến của nhiều nhà nghiên cứu, thì Ông Trần đã sưu tầm được khá nhiều vật dụng của cả ba miền Nam-Trung-Bắc như bàn ghế, tủ thờ, những bức hoành phi, liễn thờ... Trong đó có giá trị nhất là bộ bàn ghế bát tiên (được cẩn hoa cương và xà cừ mà con cháu ông Trần khẳng định là của vua Thành Thái từng dùng ở Bạch Dinh tại thành phố Vũng Tàu) và bộ tủ thờ cổ cẩn xà cừ gồm 33 chiếc, có nguồn gốc từ vùng Hà Đông.
Di vật quý nữa là ngay phía sau khu chính điện (nơi ông Trần thường ngồi giảng đạo lý) vẫn còn lưu giữ bộ ảnh chữ Nôm truyện Lục Vân Tiên, trước vẽ trên lụa, sau được phục chế trên kính.

## Di tích cấp quốc gia

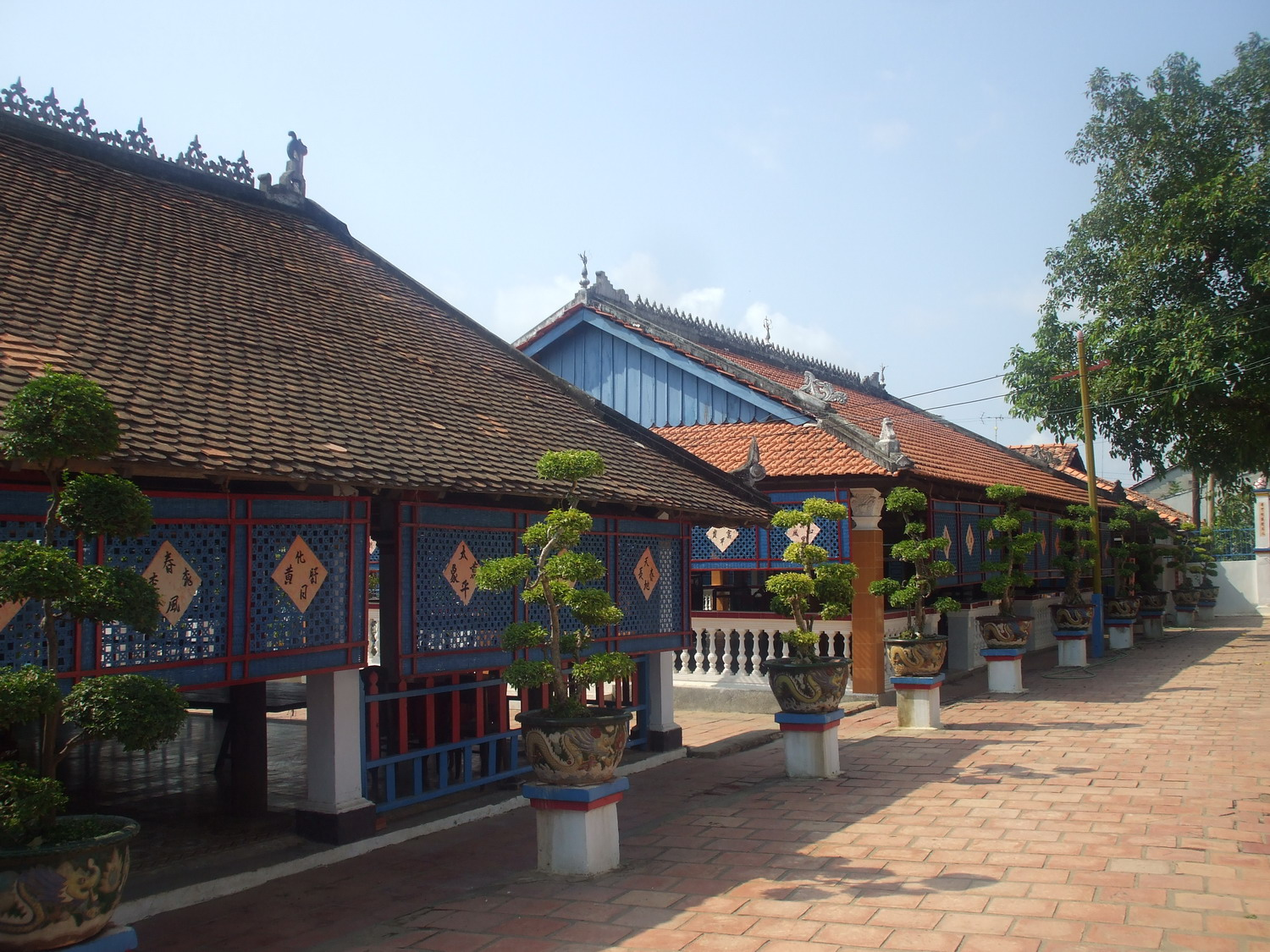
Một dãy nhà trệt trong Nhà Lớn Long Sơn

Theo quyết định số 1371/QĐ-VH ngày 03 tháng 8 năm 1991, toàn thể khu Nhà Lớn đã được Bộ Văn hoá-Thông tin công nhận là di tích Lịch sử-Văn hoá cấp quốc gia.
Xưa nay, việc trông coi và giữ gìn Nhà Lớn Long Sơn đều do nhân dân cùng con cháu ông Trần tự nguyện. Việc cúng lễ, quét dọn, tu sửa hằng ngày do phiên ngũ (năm người) đảm nhiệm, cứ ba ngày thay phiên một lần. Nhà Lớn hiện có 68 phiên với 340 người tự nguyện thực hiện, nửa năm đáo lại một lần.
Hàng năm vào ngày giỗ Ông Trần (20 tháng 2 âm lịch) và ngày Tết Trùng cửu (9 tháng 9 âm lịch), Nhà Lớn Long Sơn đều có tổ chức lễ hội long trọng, thu hút hàng chục ngàn người gần xa (chủ yếu từ các tỉnh ở miền Đông và miền Tây Nam Bộ) về tham dự.
Ngoài ra, mỗi độ xuân về, nhà Lớn lại chuẩn bị những phần quà là sách vở, tặng cho những em học sinh nghèo mà hiếu học và gạo cho những hộ nghèo trong xã...